# 新疆生产建设兵团第三师五十一团
新疆生产建设兵团第三师五十一团是中华人民共和国新疆生产建设兵团第三师下辖的一个团，与新疆维吾尔自治区图木舒克市唐驿镇实行“团镇合一”的管理体制。

## 行政区划
新疆生产建设兵团第三师五十一团下辖以下单位：
团部、二连、三连、四连、六连、十连、十二连、十三连、十四连、十五连、十六连、十九连、二十连、二十二连、农一队、农二队和农三队。